# Vodní elektrárna Jirau
Vodní elektrárna Jirau (portugalsky Usina Hidrelétrica de Jirau) je vodní dílo na řece Madeira v Brazílii. Spolu s vodní elektrárnou Santo Antonio, vytváří kaskádu elektráren, které patří mezi nejvýkonnější v Brazílii i ve světě.

## Hydrogeografické podmínky
Řeka Madeira je největším přítokem řeky Amazonky, do které odvádí odvádí část povodí peruánských a bolivijských And. Povodí v místě přítoku do vodního díla Jirau je 972 710 km2. Oblast se vyznačuje roční průměrnou teplotou 25,1 °C a ročním úhrnem srážek 2 174 mm. Dlouhodobý průměrný průtok na vodočtu Jirau je 17 800 m3/s.
| leden  | únor   | březen | duben  | květen | červen | červenec | srpen | září  | říjen | listopad | prosinec |
| ------ | ------ | ------ | ------ | ------ | ------ | -------- | ----- | ----- | ----- | -------- | -------- |
| 23 900 | 29 100 | 33 600 | 30 200 | 22 700 | 15 900 | 10 600   | 6 800 | 5 600 | 6 800 | 10 400   | 16 600   |

Řeka Madeira přispívá přibližně polovinou zatížení sedimenty celého povodí Amazonky. Přibližně 70 procent povodí u přehrady Jirau se nachází mimo brazilské území, což ztěžuje monitorování údajů o sedimentech a uplatňování účinných strategií.

## Popis
Přehradní těleso je vysoké 62 m a dlouhé 1150 metrů. Osmnáct stavidlových bran je schopno přepustit průtok 82 587 m3/s.
Jirau má dvě elektrárny, levobřežní s 22 jednotkami a pravobřežní s 28 jednotkami. Horizontální Kaplanovy turbíny pracují na optimálním spádu 15,2 metrů s celkovou hltností 27 500 m3/s. Celkový instalovaný výkon je 3 750 MW.
Přehrada vytváří rezervoár dlouhý 142 km s celkovým objemem 2,7 km3 a užitečným objemem 1,5 km3. Nadmořská výška pracovní hladiny se pohybuje v rozmezí 82,5 - 90 metrů,. Plocha nádrže se tak mění mezi 21 a 208 km2. Maximální plocha nádrže během povodňové sezóny může dosáhnout hodnoty 362 km2.
Dlouhodobá roční výroba je 19 136 GWh.
Vodní dílo umožňuje říční plavební spojení Bolívie s oceánem. Rybí přechod má zajištěný minimální průtok 40 m3/s.